# Отранто
Отранто (італ. Otranto, сиц. Utrantu) — муніципалітет в Італії, у регіоні Апулія, провінція Лечче. Історичний центр Отрантської землі. Отранто розташоване на відстані близько 540 км на схід від Рима, 175 км на південний схід від Барі, 35 км на південний схід від Лечче. Населення — 5713 осіб (2014).
Щорічний фестиваль відбувається 14 серпня. Покровитель — beati martiri di Otranto.

## Клімат
Місто знаходиться у зоні, котра характеризується середземноморським кліматом. Найтепліший місяць — серпень із середньою температурою 23.9 °C (75 °F). Найхолодніший місяць — січень, із середньою температурою 8.9 °С (48 °F).
| Клімат Отранто          | Клімат Отранто | Клімат Отранто | Клімат Отранто | Клімат Отранто | Клімат Отранто | Клімат Отранто | Клімат Отранто | Клімат Отранто | Клімат Отранто | Клімат Отранто | Клімат Отранто | Клімат Отранто | Клімат Отранто |
| Показник                | Січ.           | Лют.           | Бер.           | Квіт.          | Трав.          | Черв.          | Лип.           | Серп.          | Вер.           | Жовт.          | Лист.          | Груд.          | Рік            |
| Середній максимум, °C   | 12             | 12             | 13             | 16             | 20             | 24             | 27             | 27             | 24             | 20             | 16             | 13             | 18             |
| Середня температура, °C | 9              | 9              | 11             | 13             | 17             | 21             | 23             | 24             | 21             | 17             | 14             | 11             | 15             |
| Середній мінімум, °C    | 7              | 7              | 8              | 10             | 13             | 17             | 20             | 20             | 18             | 14             | 11             | 8              | 12             |
| Норма опадів, мм        | 102            | 65             | 75             | 43             | 26             | 23             | 8              | 31             | 62             | 95             | 115            | 82             | 728            |
| ----------------------- | -------------- | -------------- | -------------- | -------------- | -------------- | -------------- | -------------- | -------------- | -------------- | -------------- | -------------- | -------------- | -------------- |
| Джерело: Weatherbase    |                |                |                |                |                |                |                |                |                |                |                |                |                |

## Демографія
Населення за роками:

Станом на 1 січня 2023 року в муніципалітеті офіційно проживало 256 іноземців з 45 країн, серед них 124 громадяни країн Євросоюзу та 3 громадяни України.

## Сусідні муніципалітети
- Канноле
- Карпіньяно-Салентино
- Джурдіньяно
- Мелендуньо
- Пальмаридж
- Санта-Чезареа-Терме
- Уджано-ла-К'єза